# Maria Einsiedeln (Geiermühle)

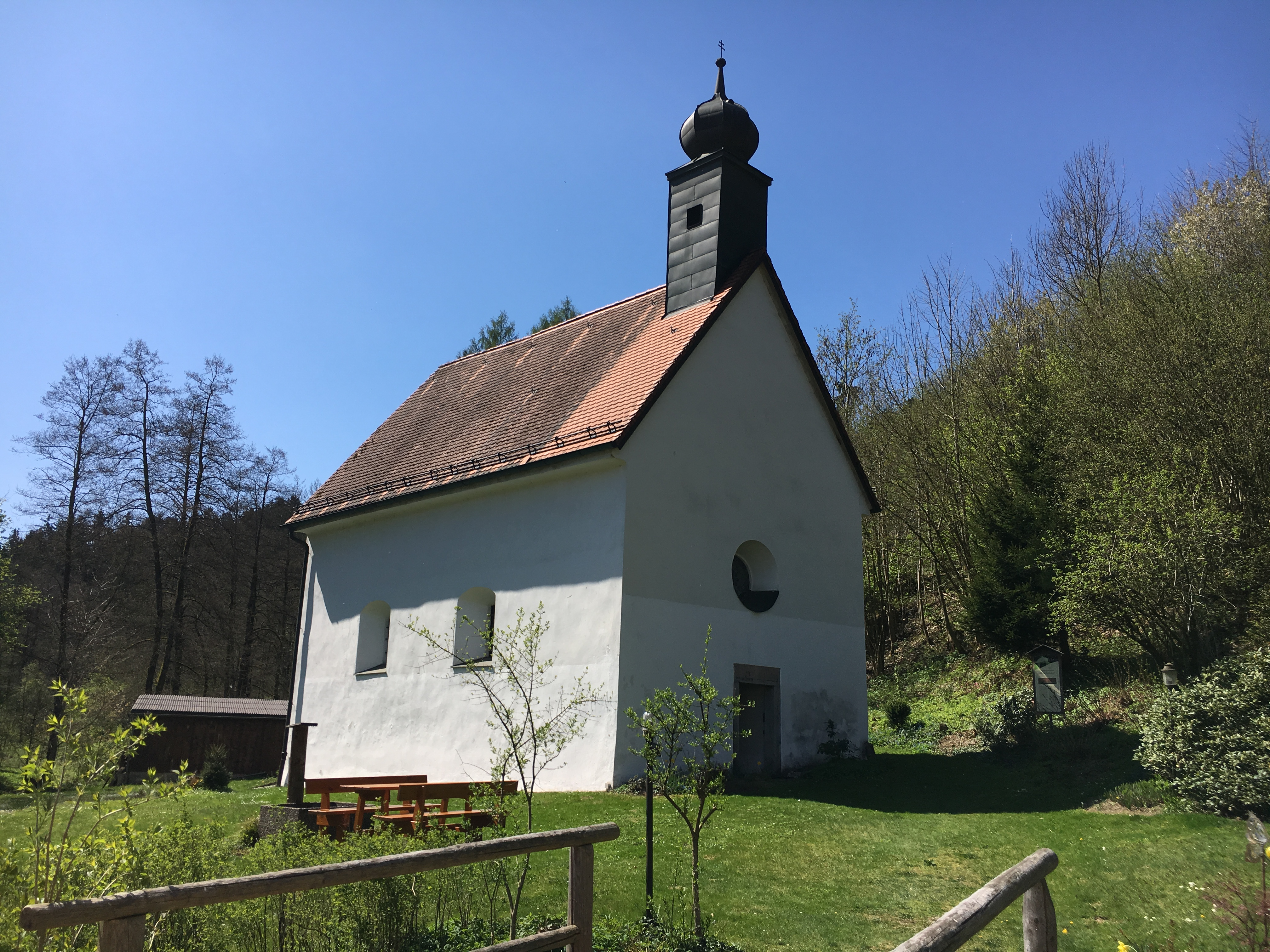
Außenansicht der Kapelle

Maria Einsiedeln ist eine katholische Filialkirche in Geiermühle, einem Ortsteil von Neukirchen vorm Wald im niederbayerischen Landkreis Passau. Sie wurde 1641 nach dem Vorbild der Kapelle Maria Einsiedeln in der Schweiz vom ortsansässigen Müller Johann Geier erbaut.

## Zugehörige Sage

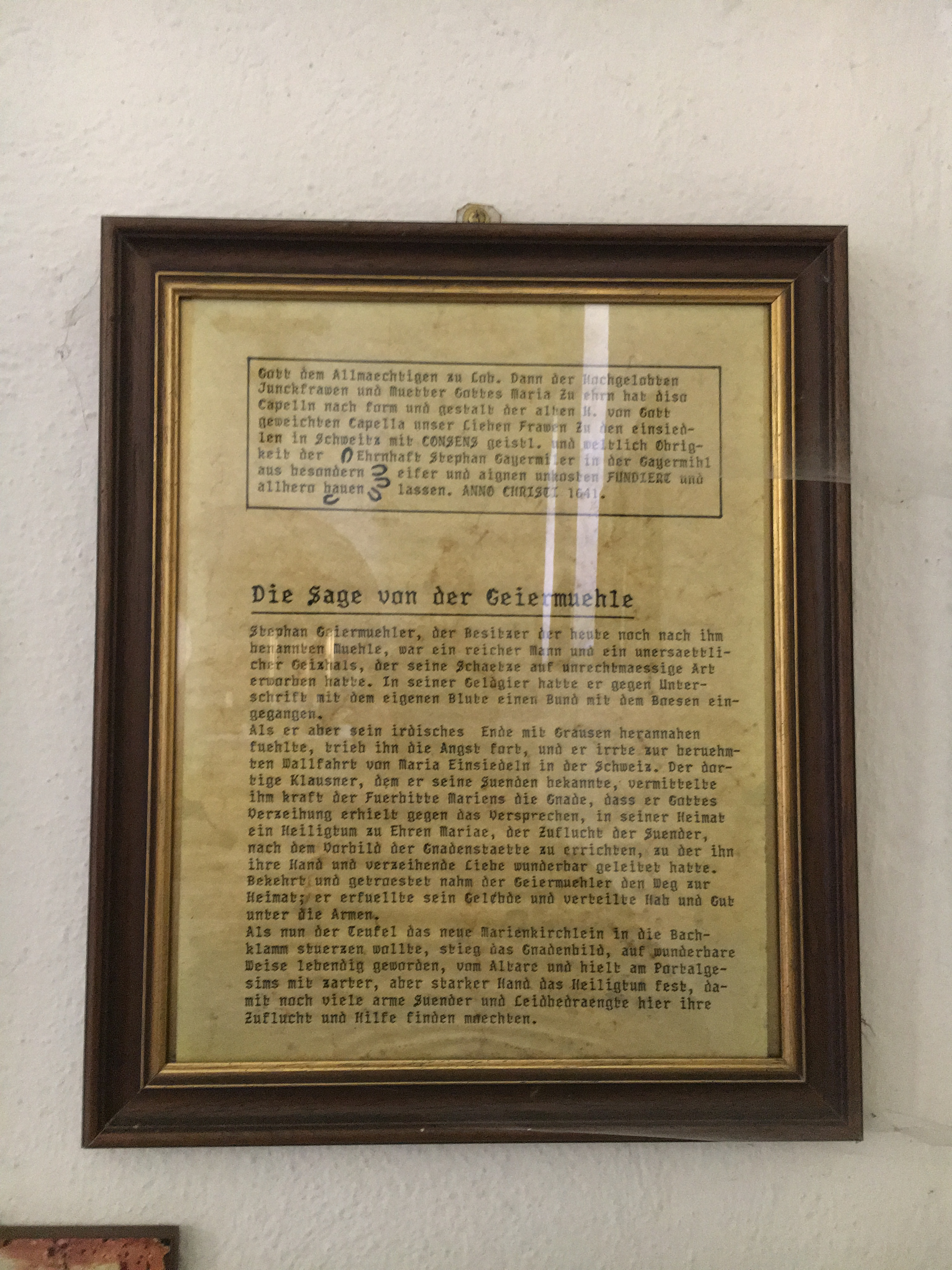
Sagentext in der Kapelle

Der Sage nach war Müller Stefan Geier, der Erbauer, zu Zeiten des Dreißigjährigen Krieges ein wohlhabender Mann, hatte seinen Wohlstand jedoch nicht auf ehrliche Weise erlangt. Er habe seine Kunden betrogen und mit dem Teufel einen Geheimbund geschlossen: Er dürfe dem Teufel keine Seele entreißen, stattdessen solle er ihm vielmehr Menschen zuführen. Im Gegenzug habe der Müller ein Schwarzbuch erhalten, mit dessen Hilfe er sich den Satan zum Diener machen konnte. Sollte Geier den Pakt brechen, wäre seine Seele dem Teufel ausgeliefert.

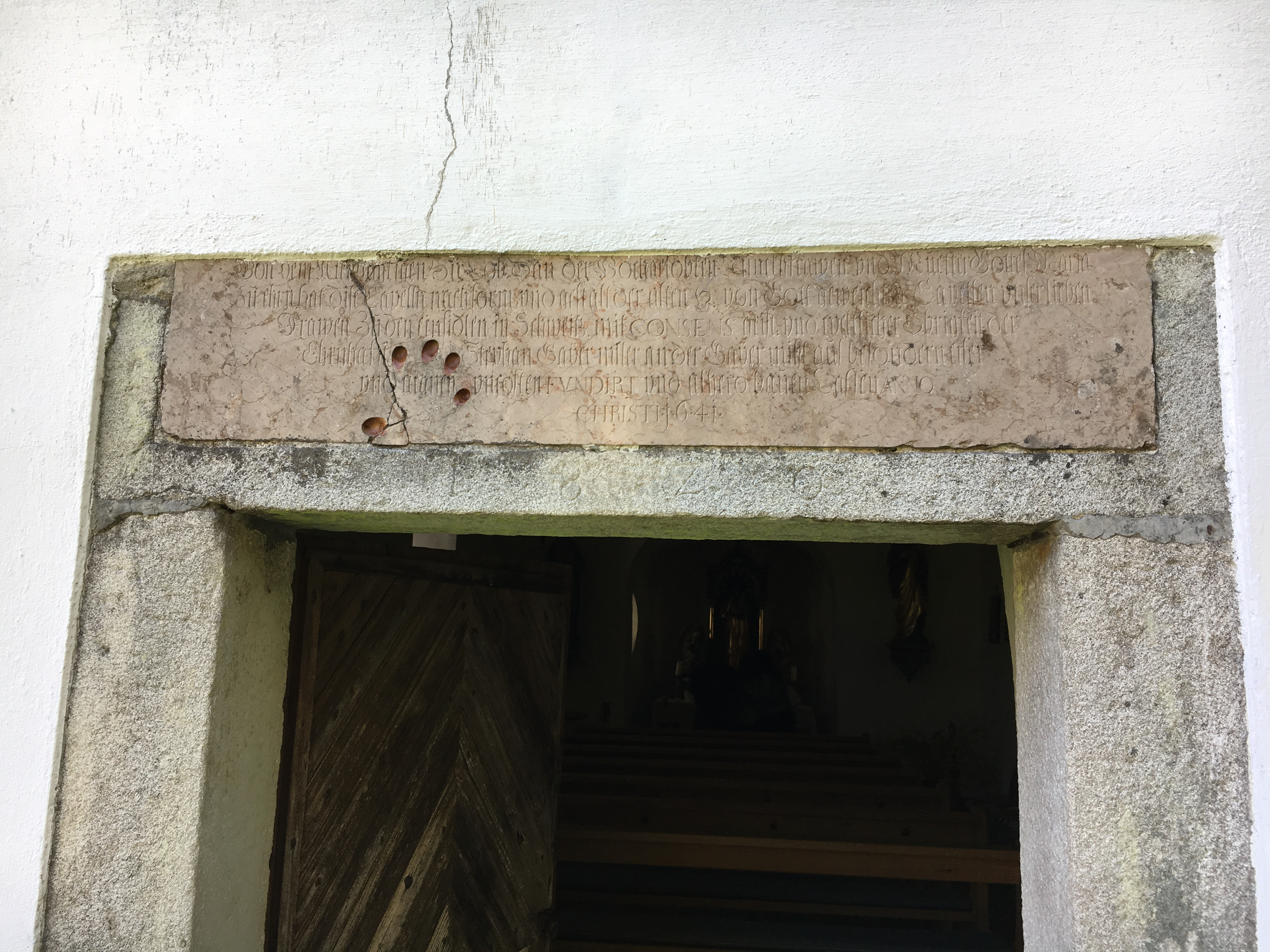
Handförmige Vertiefungen im Kapellensturz mit Inschrift

Im Jahr 1640 habe der Sohn des Müllers das Schwarzbuch gefunden. Er benutzte es unwissend und wurde von Vögeln angegriffen. Der Müller habe seinen Sohn gerettet, dem Teufel aber damit eine Seele entrissen. Er hatte den Pakt gebrochen und sollte in einem Jahr selbst dem Teufel gehören. Der Müller sei verzweifelt gewesen und in den Wäldern umhergestreift. Dort sei er auf einen Einsiedler gestoßen, dessen Rat er schließlich befolgt habe. Er habe sein unrechtes Gut zurückgegeben und von seinem rechtmäßig erworbenen Eigentum neben seiner Mühle eine Kapelle zu Ehren Marias als Zuflucht für Sünder erbauen lassen. In der fraglichen Nacht habe er in der Kapelle gebetet, während draußen der Satan und Maria um ihn kämpften. Der Teufel habe die Kirche in den dort verlaufenden Dettenbach stoßen wollen, aber Maria habe sie mit ihren Händen festgehalten. Geier und seine Nachkommen sollen mehrere Gottesdienste gestiftet haben, und ihr rechtschaffenes Vermögen habe lange über ihren Tod hinaus gewirkt. Von dieser Begebenheit würden die fünf Vertiefungen über dem Kircheneingang zeugen, die man heute noch sehen kann und in die gerade die fünf Finger einer Hand passen.

## Inschrift über dem Kapelleneingang
Gott Dem Allmächtigen zu Lob . Dan der Hochgelobten Junckhfrawen vnd Muetter Gottes Maria / zu ehrn hat dise Capelln nach form vnd gestalt der alten Heiligen von Gott geweichten Capellen vnser lieben / Frawen zu den einsidlen in Schweitz mit CONSENS geistlicher vnd weltlicher Obrigkeit vnd aignen uncosten FVNDIRT vnd alhero bauen Lassen ANNO / CHRISTI 1641
Die handförmigen Vertiefungen im Stein stammen wahrscheinlich von ausgebrochenen kieselartigen Einlagerungen. Die Vertiefungen waren mutmaßlich bereits vor den Inschriften vorhanden, da die Schriftzeichen ihnen ausweichen.

## Heutige Nutzung

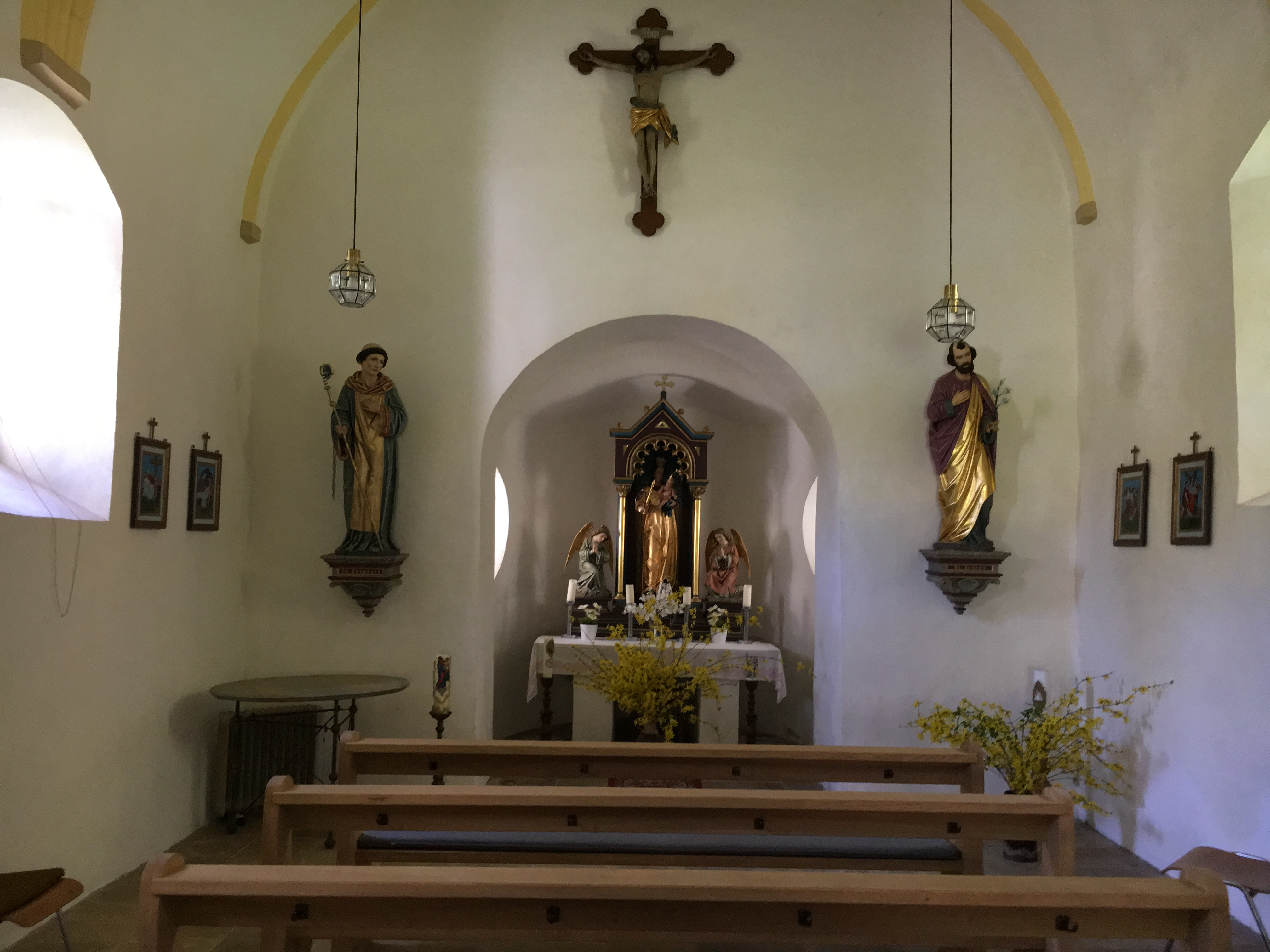
Innenraum

In der Kapelle finden regelmäßig Messen statt. Der Frauenbund organisiert zudem jedes Jahr eine Sternwallfahrt nach Geiermühle. Der Innen- und der Außenraum der Kapelle wurden in den 2000er-Jahren saniert, hierbei wurden auch die Heiligenfiguren restauriert.
Das Bayerische Landesamt für Denkmalpflege verzeichnet die Filialkirche unter der Denkmalnummer D-2-75-135-6.